# Every You Every Me
Every You Every Me è un singolo del gruppo musicale britannico Placebo, estratto dal loro secondo album Without You I'm Nothing e pubblicato il 28 dicembre 1999.
Il brano fa parte della colonna sonora del film Cruel Intentions - Prima regola non innamorarsi.

## Video musicale
Esistono due versioni del videoclip: la prima, girata alla Brixton Academy di Londra, vede la band esibirsi sul palco; la seconda, pubblicata solamente nel 2016 in occasione dell'uscita del Best Of A Place for Us to Dream, è ambientata in un casinò dove ogni componente del gruppo ha un suo doppione.

## Tracce
CD 1
1. Every You Every Me (single mix) – 3:35
2. Nancy Boy (Blue Amazon mix) – 11:29
3. Every You Every Me (Infected by the Scourge of the Earth) – 3:57

CD 2
1. Every You Every Me (versione originale) – 3:34
2. Every You Every Me (Sneaker Pimps Version) – 5:08
3. Every You Every Me (Brothers in Rhythm glam club mix) – 9:54